# Сеченьи, Конья
Конья Сеченьи (венг. Szécsényi Kónya, хорв. Konja Széchényi; ? — 1367) — венгерский барон, который служил в качестве бана Хорватии и Далмации с 1366 по 1367 год, во время правления короля Людовика I Великого.

## Биография
Его имя при рождении было Миклош, но современники (даже в официальных документах) называли его исключительно «Конья» после его поникших ушей (лит. «lekonyuló») . Он родился в могущественной семье Сеченьи. Старший сын Томаса Сеченьи (? — 1354), воеводы Трансильвании и его первой жены, дочери дворянина Павла Висонтая из рода Аба. Его братьями были прелат Михаил Сеченьи, епископ Ваца, а затем Эгера, и Иштван Сеченьи, который упоминается только один раз в 1331 году. После смерти матери Томас Сеченьи женился на Анне, герцогине Освенцима. В браке родилось еще трое детей, но все они (сводные братья и сестры Кони: Каспар, Ладислав I и Анна) умерли в детстве.
Конья Сеченьи впервые появился в исторических документах как молодой придворный в 1327 году, когда он уже служил мастером стюардов у королевы Елизаветы, супруги Карла I Венгерского. Несмотря на свою придворную функцию, он не присутствовал 17 апреля 1330 года, когда Фелисиан Зах ворвался в столовую королевского дворца в Вышеграде с мечом в руке и напал на королевскую семью. Однако фамильяр Конья Сеченьи, заместитель мастера Яноша Кселенфи, ударил убийцу ножом, и прибывшие королевские гвардейцы убили Фелициана. Сеченьи исполнял обязанности мастера стюардов при дворе королевы до 1340 года.
Он стал убежденным сторонником нового короля Людовика I Великого, который взошел на престол в 1342 году после смерти своего отца. Мать короля Елизавета «действовала как своего рода соправитель» в течение десятилетий, потому что она оказывала на него сильное влияние, что также привело к росту влияния ее придворного Сеченьи. Он активно участвовал в неаполитанских кампаниях Людовика Великого, проживая в Италии в течение многих лет. Он участвовал в осаде Корато, возглавляя гарнизон, состоящий из венгерских и «ломбардских» солдат. Он служил ишпаном графств Шарош и Спиш с 1346 по 1349 год, а также графства Ноград с 1346 по 1350 год (также обладал замком Шанда в качестве его награды) . Он был упомянут как кастелян Чахтицкого замка (сегодня Чахтице в Словакии) в 1354 году. С 1354 по 1360 год он служил ишпаном комитата Гемер и кастеляном замка Фюлек (сегодня в Филяково, Словакия). Он был сделан ишпаном комитата Пожони, занимая достоинство с 1360 по 1362 год. Он закончил свою карьеру в качестве бана Хорватии и Далмации, служа в этом качестве с 1366 года до своей смерти в следующем году.
Конья Сеченьи женился на Элизабет Хашендорфер, дочери австрийского дворянина Вульфинга I Хашендорфера из Хашендорфа/Хасфальвы (сегодня часть Неккенмаркта в Австрии). Маргарет, сестра его жены, была женой Лоуренса Надьмартони (? — 1340/1342). После того, как ее брат Вульфинг II был убит во время осады Задара (1346) и не оставил наследников мужского пола, король Людовик предоставил статус сына Елизавете в 1347 году, разрешив ей наследовать земельную собственность своего отца. В результате этого, Сеченьи приобрел замок Эксег и другие поместья через свою жену, которая после этого принадлежала лордство Холлокё (и вскоре оно было снесено самими Сеченьи).
У супругов было трое сыновей: Франк, Миклош I и Симон. Франк и Симон стали известными баронами во время правления Сигизмунда Люксембургского, который продолжал расширять семейное богатство и занимал важные должности, в то время как Миклош, который владел деревней Церед, в последний раз упоминался в 1383 году, возможно, умер около этого года.